# Indigofera pseudosubulata
Indigofera pseudosubulata är en ärtväxtart som beskrevs av Baker f. Indigofera pseudosubulata ingår i släktet indigosläktet, och familjen ärtväxter. Inga underarter finns listade i Catalogue of Life.